# Drasteria ingeniculata
Drasteria ingeniculata là một loài bướm đêm thuộc họ Erebidae. Nó được tìm thấy ở south-miền trung Hoa Kỳ (Texas, Oklahoma, Kansas và Nebraska).
Sải cánh dài khoảng 34 mm. Con trưởng thành bay vào spring và một lần nữa vào cuối hè. Mỗi năm loài này có ít nhất hai thế hệ.